# Hemingfordiano
El Hemingfordiano en la escala de tiempo geológico es la etapa de la fauna de América del Norte de acuerdo con la cronología de las edades de los mamíferos terrestres de América del Norte (NALMA), generalmente establecida entre 20 600 000 y 16 300 000 años AP. Por lo general, se considera que se superpone a los Aquitaniense y Burdigaliano del Mioceno temprano. El Hemingfordiano es precedido por el Aricareaniense y seguido por el Barstoviano (NALMA).
El Hemingfordiano se puede dividir a su vez en las subetapas de:
- Hemingfordiano tardío / superior: Fuente del límite inferior: base de Burdigaliano (aproximada).
- Hemingfordiano temprano / inferior (comparte el límite inferior).